# Maison du 26 rue des Croisiers à Caen
La maison du 26 rue des Croisiers est un édifice situé à Caen, dans le département français du Calvados, en France. Elle est inscrite au titre des Monuments historiques.

## Localisation
Le monument est situé au 26 de la rue des Croisiers, à l'angle de la rue aux Namps, à 140 mètres au nord-ouest de l'église Saint-Sauveur de Caen.

## Architecture
Les façades sur rues sont inscrites au titre des Monuments historiques depuis le 13 juin 1927.